# Chico Martins
Chico Martins (Machado, 27 de maio de 1924 — São Paulo, 23 de abril de 2003) foi um ator brasileiro.
Embora tenha feito vários filmes e telenovelas, foi no teatro que se notabilizou, tendo sido um dos fundadores do Teatro Oficina, em 1961. Atuou com Antunes Filho, Augusto Boal e José Celso Martinez Correa, entre outros diretores.
Nos anos 1990, no Grupo TAPA, participou das montagens de O Telescópio, Ivanov e A Megera Domada.
Casado desde 1962 com a atriz Etty Fraser, que conhecera no Oficina, Chico Martins morreu de pneumonia.

## Filmografia

### Cinema
| Ano  | Título                                 | Personagem                | Notas          |
| ---- | -------------------------------------- | ------------------------- | -------------- |
| 2003 | Repvblica                              | Olavo                     | Curta-metragem |
| 2002 | Morte                                  | Amigo no velório          | Curta-metragem |
| 1982 | Dôra Doralina                          | —                         |                |
| 1982 | Retrato Falado de uma Mulher Sem Pudor | —                         |                |
| 1981 | Sexo, Sua Única Arma                   | Dr. Guilherme             |                |
| 1980 | Ato de Violência                       | Advogado de Defesa        |                |
| 1979 | Os Imorais                             | Antero                    |                |
| 1976 | Senhora                                | Lemos                     |                |
| 1976 | Tiradentes, o Mártir da Independência  | Joaquim Silvério dos Reis |                |
| 1972 | O Jogo da Vida e da Morte              | —                         |                |
| 1968 | Panca de Valente                       | Jerônimo                  |                |
| 1968 | Anuska, Manequim e Mulher              | —                         |                |

### Televisão
| Ano       | Título                         | Papel              | Notas                            |
| --------- | ------------------------------ | ------------------ | -------------------------------- |
| 2000      | Sandy & Junior                 | Leandro Assunção   | Episódio: "O Dia do Caçador"     |
| 1991      | Mundo da Lua                   | Diretor da Escola  | Episódio: "O Primeiro da Classe" |
| 1989      | O Cometa                       | Neco Barbosa       |                                  |
| 1983      | Sombras do Passado             | Ângelo             |                                  |
| 1982      | Renúncia                       | Baltazar           |                                  |
| 1980      | Olhai os Lírios do Campo       | Florismal          |                                  |
| 1976      | Os Apóstolos de Judas          | Cristiano          |                                  |
| 1975      | Meu Rico Português             | Peixoto            |                                  |
| 1974      | O Machão - Um Exagero de Homem | Armando            |                                  |
| 1973      | Rosa-dos-Ventos                | —                  |                                  |
| 1973      | Venha Ver o Sol na Estrada     | Vadico             |                                  |
| 1971      | A Selvagem                     | —                  |                                  |
| 1970      | Toninho on the Rocks           | —                  |                                  |
| 1969      | Super Plá                      | Dr. Menezes        |                                  |
| 1969      | Nino, o Italianinho            | —                  |                                  |
| 1957-1961 | Grande Teatro Tupi             | Vários Personagens |                                  |

## Teatro[3]
- 2003 - A Importância de Ser Fiel
- 1999 - Telescópio
- 1998 - Porca Miséria
- 1998 - Ivanov
- 1994 - Natal na Praça
- 1994 - A Megera Domada
- 1994 - O Inspetor Geral
- 1993 - Chá, Rosquinhas e Rococó
- 1992 - Parsifal
- 1990 - Pequenos Burgueses
- 1983 - Édipo Rei
- 1971 - Só Porque Você Quer
- 1969 - O Cinto Acusador
- 1967 - O Rei da Vela
- 1966 - A Vida Impressa em Dolar
- 1966 - Os Inimigos
- 1965 - Toda Donzela Tem Um Pai que É Uma Fera
- 1964 - Andorra
- 1963 - Pequenos Burgueses
- 1962 - Quatro num Quarto
- 1961 - José, do Parto à Sepultura
- 1961 - A Vida Impressa em Dólar
- 1960 - As Feiticeiras de Salém
- 1960 - O Anjo de Pedra
- 1959 - Plantão 21
- 1959 - A Senhoria
- 1958 - Ubu Rei
- 1957 - A Bilha Quebrada
- 1957 - Quatro Pessoas Passam Enquanto as Lentilhas Cozinham
- 1956 - As Três Irmãs
- 1955 - O Anúncio Feito a Maria